# Římskokatolická farnost Hrádek nad Nisou
Římskokatolická farnost Hrádek nad Nisou (lat. Grottavia) je církevní správní jednotka sdružující římské katolíky na území města Hrádek nad Nisou a v jeho okolí. Organizačně spadá do libereckého vikariátu, který je jedním z 10 vikariátů litoměřické diecéze. Centrem farnost je kostel svatého Bartoloměje v Hrádku nad Nisou.

## Historie farnosti
Farnost v lokalitě existovala od roku 1286. Od roku 1785 jsou vedeny matriky.

### Duchovní správcové vedoucí farnost
Začátek působnosti jmenovaného v duchovní správě farnosti od:
- 1357 Nicolaus
- 1368 Nicolaus Gerungi
- 1375 Čeněk z Donína
- 1389 Petrus Nicolai de Sitarie
- 1393 Nicolaus, † 1395
- 1395 Petrus ze Žitavy
- 1399 Nicolaus de Peterwitz, † 1415
- 1415 Joannes Mollwitz
- 1422 Andreas Smrčil
- 1426 Joannes Haase
- 1428 Paulus Knobloch
- 1628 Jodok Henricus Herzog
- 1657 Christianus Aug. Pfalz von Ostritz
- 1657 Hinricus Mich. Wanken
- 1661 Christianus Scholz
- 1664 Christophorus Fr. Heintz
- 1673 Ioannes Seb. Kraus
- 1708 Tobias Joann. Kern
- 1718 Paulus Ambr. Walter
- 1741 Josephus Franc. Hiebel
- 1750 Ignatius Christ. Berndt
- 1754 Antonius Schneider
- 1755 Josephus Tob. Schöpfer
- 1768 Jos. Khünel
- 1790 Philipp. Paul, † 21. 4. 1809
- 1795 Franc. Ant. Spielmann, † 22. 3. 1813
- 1809 par. vacat, cap. Franc. Peuker
- 1809 Florian. Hübner, n. 7. 11. 1747 Lusdorfens., o. 21. 9. 1771, † 16. 6. 1834
  - 1824-1831 Gottfried Menzel, kaplan
- 1834 Franc. Lang, n. 3. 10. 1784 Reichenau, o. 31. 8. 1807, † 15. 12. 1840
- 1841 Wenc. Luh, n. 24. 12. 1785 Christophgrund, o. 23. 4. 1810, † 4. 6. 1860
- 1858 par. vacat, admin. interim. Franc. Roessler
- 1859 Josef Hittel, n. 12. 10. 1802 Tetschen, o. 3. 9. 1828, † 15. 6. 1884
- 1884 Anton Henke, n. 10. 3. 1819 Brims, o. 25. 7. 1843, † 31. 12. 1905
- 1901 Gustav Buder, n. 17. 3. 1860 Georgswalde, o. 24. 8. 1882, † 25. 5. 1934
- 1903 Ernest. Langenbäcker, n. 20. 7. 1862 Reichenberg, o. 16. 5. 1886, † 27. 5. 1914
- 1. 12. 1914 Ignat. Daume, n. 30. 3. 1878 Georgswalde, o. 13. 7. 1902, † 28. 5. 1948
- 1. 10. 1946 Josef Vavrečka
- 1. 9. 1948 Bohumír Obruča
- 1. 4. 1951 Emil Brůna
- 14. 7. 1951 František Boráň
- 1. 10. 1951 Karel Petržílek
- 1. 3. 1954 Josef Kovačík
- 1. 11. 1955 Miloš Fiala
- 1. 11. 1956 Milík Blahák
- 12. 10. 1962 Karel Vítek
- 1. 11. 1970 Tomáš Pavel Genrt OFM
- 1. 9. 2013 Radek Vašinek, admin., od 1. 4. 2016 farář[3]

Kromě kněží stojících v čele farnosti, působili ve farnosti v průběhu její historie i jiní kněží. Většinou pracovali jako farní vikáři, kaplani, katecheté, výpomocní duchovní aj.

## Území farnosti
Do farnosti náleží území obce:
- Dolní Sedlo (Spittelgrund)[p 2]
- Donín (Donn,[2] Dönis[4])[p 2]
- Grabštejn (Grafenstein)[p 2]
- Hrádek nad Nisou (Grottau)[p 2]
- Chotyně (Ketten)[p 2]
- Loučná (Görsdorf)[p 2]
- Oldřichov na Hranicích (Ullersdorf)[p 2]
- Horní Sedlo (Pass)[p 2]

## Římskokatolické sakrální stavby na území farnosti
| | Fotografie | Stavba                       | Místo                          | Bohoslužby                      | Zeměpisné souřadnice             | Status                  | Číslo kulturní památky           |
| Kostel | Kostel     | Kostel                       | Kostel                         | Kostel                          | Kostel                           | Kostel                  | Kostel                           |
| --- | ---------- | ---------------------------- | ------------------------------ | ------------------------------- | -------------------------------- | ----------------------- | -------------------------------- |
| 1. |            | Kostel sv. Bartoloměje       | Hrádek nad Nisou               | bližší informace o bohoslužbách | 50°51′15″ s. š., 14°50′42″ v. d. | farní kostel            | 16191/5-4303 (Pk•MIS•Sez•Obr•WD) |
| Kaple |            |                              |                                |                                 |                                  |                         |                                  |
| 2. |            | Kaple sv. Barbory            | zámek Grabštejn                | bližší informace o bohoslužbách | 50°50′46″ s. š., 14°52′31″ v. d. | zámecká kaple           | 32126/5-4317 (Pk•MIS•Sez•Obr•WD) |
| 3. |            | Farní kaple                  | Hrádek nad Nisou, Liberecká 76 | bližší informace o bohoslužbách | 50°51′14″ s. š., 14°50′43″ v. d. | oratorium v budově fary | —                                |
| 4. |            | Kaple Čtrnácti sv. pomocníků | Grabštejn                      | bohoslužby příležitostně        | 50°50′54″ s. š., 14°52′38″ v. d. | kaple                   | 32126/5-4317 (Pk•MIS•Sez•Obr•WD) |
| 5. |            | Kaple Nejsvětější Trojice    | Horní Sedlo                    | bohoslužby příležitostně        | 50°48′52″ s. š., 14°50′24″ v. d. | kaple                   | —                                |
| 6. |            | Kaple                        | Oldřichov na Hranicích         | bohoslužby příležitostně        |                                  | kaple                   | —                                |
| Některé drobné sakrální stavby a pamětihodnosti lze dohledat zde v databázi Drobné sakrální památky Zaniklé sakrální stavby lze dohledat zde v databázi Poškozené a zničené kostely, kaple a synagogy v České republice |            |                              |                                |                                 |                                  |                         |                                  |

Ve farnosti se mohou nacházet i další drobné sakrální stavby, místa římskokatolického kultu a pamětihodnosti, které neobsahuje tato tabulka. Patří k nim mj. i kaplička v Grabštejně nedaleko myslivny. Byla postavena v 1. polovině 20. století. Jedná se o jednoduchou přízemní zděnou sakrální stavbu postavenou na čtvercovém půdorysu. Kryla ji původně helmicová střecha z měděného plechu. Střecha byla poškozena havárií způsobenou pádem stromu a následně pouze provizorně zaplátovaná. Fasádu s hrubě stříkanou omítkou člení nárožní pásová bosáž. Vstup na jižním průčelí je uvozen profilovaným ostěním, které je štukové. V prostoru nad vchodem je pod vzedmutou korunní římsou umístěn štukový kříž. Do interiéru proniká světlo díky trojdílným oknům s okosenými horními rohy, která jsou po stranách kapličky.

## Farní obvod
Z důvodu efektivity duchovní správy byl vytvořen farní obvod (kolatura) sestávající z přidružených farností spravovaných excurrendo z Hrádku nad Nisou. 
Přehled vikariátních kolatur je uveden v tabulce farních obvodů libereckého vikariátu.